# Max Dungert

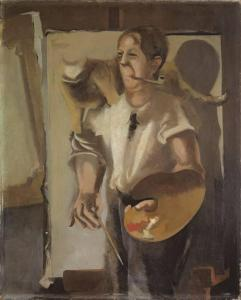
Autorretrato delante de un caballete (1925 a 1930)

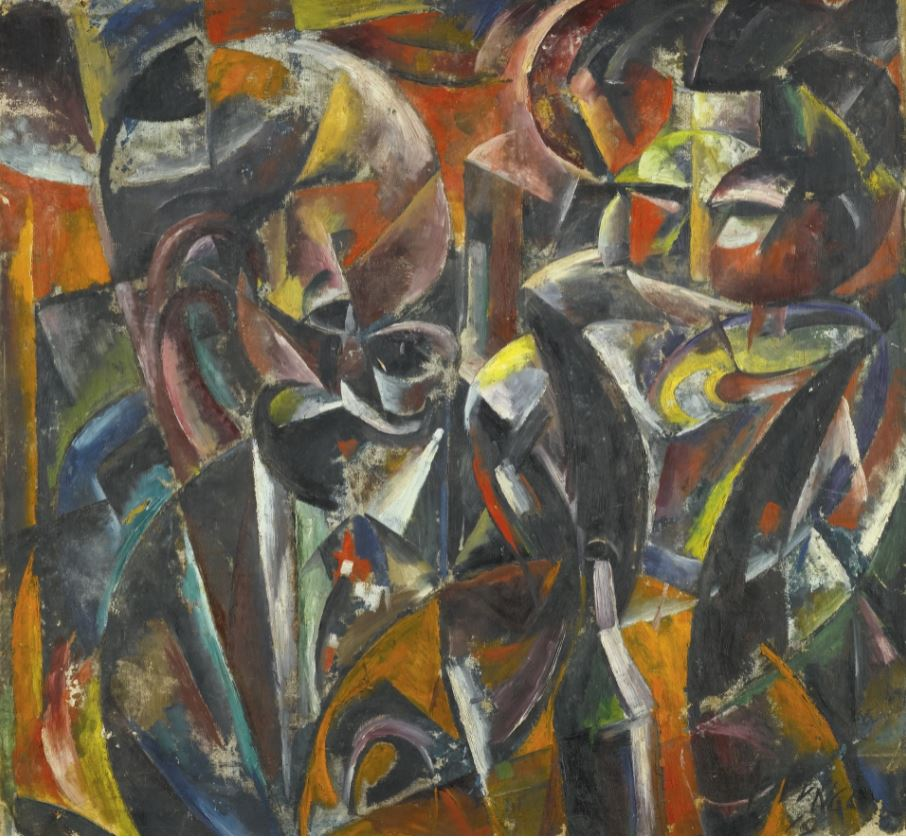
En el café (1919)

Max Wilhelm Waldemar Dungert (nacido el 3 de septiembre de 1896 en Magdeburgo; † mayo de 1945 en Berlín) fue un pintor y artista gráfico alemán.

## Vida
Dungert fue hijo del mensajero de la policía Ferdinand Friedrich August Wilhelm Dungert y de Betty Elise Minna Köhler. A partir de 1910 asistió a la Escuela de Artes Aplicadas de Magdeburgo. Entre sus profesores se encontraban Rudolf Bosselt y Adolf Rettelbusch. Fue uno de los cofundadores de la asociación de artistas Die Kugel, fundada en Magdeburgo en 1919. Aquí, junto con otros miembros como Franz Jan Bartels, Bruno Beye, Wilhelm Höpfner, Alfred John y August Bratfisch, se comprometió con el arte expresionista, que veía como un medio para mejorar el mundo.
En 1921 Dungert se instaló en Berlín y allí se unió al Grupo de Noviembre. En ocasiones trabajaba en un estudio compartido con Bruno Beye. De 1925 a 1928 realizó estancias de estudios y de cura en Italia y Francia, así como en Davos, Suiza. En 1930 Dungert fundó una escuela de dibujo privada y se unió a la asociación internacional de artistas Porza.
En 1944, Dungert fue llamado a filas. Su estudio fue destruido en la Segunda Guerra Mundial.
La ciudad de Magdeburgo ha nombrado una calle (Dungertweg) en su honor.

## Obras
Inicialmente, la obra de Dungert estuvo muy influenciada por el cubismo y en menor medida por el expresionismo. A partir de 1920 su obra mostró una tendencia hacia un mayor realismo. Creó estudios, pinturas, diseños para arquitectos, autorretratos, paisajes y naturalezas muertas. También hizo retratos de artistas conocidos de su época como Kurt Weill, Paul Hindemith e Yvette Guilbert.
En 1937, su pintura abstracta Bild I fue confiscada del Kronprinzenpalais de la Nationalgalerie Berlin durante la campaña nazi contra el " Arte Degenerado ", se mostró en Hamburgo en 1937 en la exposición itinerante "Arte degenerado" y se desconoce su paradero.  Otras de sus obras  también han sido destruidas, en particular las vidrieras de la Escuela Trümpy, que creó en 1925. Algunas de las pinturas de Dungert son propiedad de la Berlinische Galerie, el Museo de Historia Cultural de Magdeburgo y la Galerie Bodo Niemann de Berlín.